# Sideritis incana
Sideritis incana  es una especie de planta de la familia de las labiadas. 

## Descripción
Es una planta perenne glabrescente aunque viscosa-glandulosa al tacto que tiene una altura que ronda entre los 20 y 40 centímetros. De la cepa de la planta salen unos tallos erectos con pocas ramificaciones, muy frondosas en la base y tomentosas. Su forma vital  es el Caméfito, ya que los meristemos quedan a menos de 40 cm del suelo.
Su raíz es de tipo axonomorfa. El tallo es leñoso con indumento glabrescente, aunque viscoso-glanduloso al tacto. Está formada por numerosas ramas que crecen muy rígidas y llenas de hojas. Estas hojas son decurrentes y se distribuyen por toda la rama opuestas de dos en dos. La forma del limbo es lineal, de margen simple y entero y el ápice es agudo. Las hojas son de diferente tamaño según la parte de la planta donde se encuentren: las superiores tienen como máximo 10 mm de largo y 0,85 mm de ancho, mientras que las inferiores miden entre 4 nm y 5 mm de largo y las brácteas tienen un tamaño de 5 mm de largo como máximo. A veces las hojas superiores son más grandes y tienen algún diente punzante. Las hojas más grandes albergan las flores que son ovaladas y pequeñas. Con brácteas  punzantes. Las corolas zigomorfas. El perianto está diferenciado en cáliz y corola. El cáliz es muy pequeño, de unos 2 mm, con los sépalos verdes, de aspecto foliáceo y con un anillo de pelos en su interior. La corola es zigomorfa, de entre 1.5 mm y 2 mm de largo y es amarillenta, pequeña y bilabiada. Su fruto es una núcula que mide unos 2,5 mm de tamaño.

## Ecología
Su hábitat natural son los matorrales secos calcáreos, en lugares soleados, del entorno mediterráneo. Su época de floración es desde finales de la primavera (mayo) hasta principios del verano (julio).

## Usos
Se usa como antiinflamatorio, espasmolítico leve y antiulceroso porque es buen digestivo y es capaz de neutralizar los ácidos gástricos. También se utiliza como cicatrizante, repelente, antiséptico, antibacteriano, antifúngico y diurético. Finalmente, se usa para la elaboración del herbero.
Sideritis incana posee muchas virtudes medicinales, entre otros cabe destacar que es una planta vulneraria (cuida y cicatriza heridas), antiinflamatoria, espasmolítica, aperitiva y digestiva.
Se utiliza frente las gastritis, úlcera gastroduodenal, espasmos gastrointestinales, enterocolitis, síndrome del intestino irritable, dispepsias hiposecretores, meteorismos, cistitis, urolitiasis y adenoma benigno de próstata. También se usa para curar gripes, resfriados, faringitis, laringitis y bronquitis.
Exteriormente se utiliza para curar conjuntivitis, blefaritis, estomatitis, otitis, sinusitis, vulvovaginitis, heridas, contusiones, quemaduras, dermatomicosis, eczemas e inflamaciones osteoarticulares.

## Modos de uso
Popularmente se ha utilizado como desinfectante de heridas lavándolas con una infusión hecha con 30 gramos de planta por litro de agua. También se ha utilizado como solución contra la inflamación o para hacer ganas de comer, beban la infusión tres tazas al día.
También se utiliza para la elaboración del herbero.
Uso externo
Infusión: isotonizar y aplicar en forma de lociones, compresas, lavativas y colirios. Las compresas se pueden fijar con un vendaje suave que se debe cambiar cada cuatro o cinco horas.
Uso interno
Infusión: una cucharada sopera por taza y calentar 10 minutos. Tomar 3 tazas al día.
Extracto fluido (1:1): Tomar de 30 a 50 gotas, de una a tres veces al día.
Tintura (1:10): Tomar de 50 a 100 gotas, de una a tres veces al día.

## Principios activos
La parte utilizada de esta planta son las sumidades floridas.
- Flavonoides, de los que destaca sideritidoflavona
- Esteroides triterpénicos
- Aceite esencial (0.,%)
- Taninos catéquicos abundantes
- Saponócidos
- Triterpenos
- Lactonas

## Contraindicaciones y efectos adversos
No prescribir el aceite esencial por vía interna durante el embarazo, la lactancia. Tampoco a niños pequeños ni a personas con gastritis, úlcera gastroduodenal, síndrome del intestino irritable o con trastornos neurológicos.
No prescribir el aceite esencial durante un período prolongado de tiempo.
No prescribir formas de dosificación orales con contenido alcohólico a niños menores de dos años ni a personas en proceso de deshabitualización etílica.

## Cultivo
Es común en matorrales secos y soleados sobre suelos básicos, también crece de forma natural en baldíos y al borde de las laderas. La época de floración abarca desde marzo hasta el agosto. Cuando se cultiva, su época de floración se alarga hasta finales de octubre. La recolección de la planta coincide con la época de floración en los meses de mayo y junio. La multiplicación se realiza mediante semillas que se mantienen mucho tiempo sobre la planta. Al tratarse de una planta local es fácil de encontrar en muchos herbarios y no es muy cara.

## Taxonomía
Sideritis incana fue descrita por  Carlos Linneo y publicado en Sp. Pl. ed. 2 802 1763.
Etimología
Sideritis: nombre genérico que deriva del griego "sideritis" y que puede ser traducido literalmente como «el que es o tiene hierro». La planta era conocida por los antiguos griegos, específicamente Dioscórides y Teofrasto. A pesar de que Dioscórides describe tres especies, sólo una (probablemente S. scordioides) se cree que se refiere a sideritis. En la antigüedad sideritis era una referencia genérica para plantas capaces de la curación de heridas causadas por armas de hierro en las batallas. Sin embargo otros sostienen que el nombre se deriva de la forma del sépalo que se asemeja a la punta de una lanza.
incana: epíteto latíno que significa "de color gris".
Sinonimia
- Sideritis aurasiaca Batt.
- Sideritis edetana (Pau ex Font Quer) Peris, Figuerola & Stübing
- Sideritis gouyouniana Boiss. & Reut.
- Sideritis lavandulacea Pourr. ex Willk. & Lange
- Sideritis linearifolia Willk.
- Sideritis occidentalis (Font Quer) Peris, Stübing & Figuerola
- Sideritis oromaroccana Peris, Stübing & Figuerola
- Sideritis × paui var. lucariensis Pallarés
- Sideritis regimontana (Maire) Peris, Stübing & Figuerola
- Sideritis robusta (Font Quer) Peris, Figuerola & Stübing
- Sideritis sericea Pers.
- Sideritis suffruticosa Mill. ex Benth.
- Sideritis virgata Desf.[6]

## Nombre común
- Castellano: hierba del herido (5), rabo de gato (4), rabogato, sideritis (2), yerba del herido, yerba del herrero, zajareña fina, zahareña, zamarrilla (el número entre paréntesis indica las especies que tienen el mismo nombre en España).[7]